# Gabriele Procida
Gabriele Procida, né le 1er juin 2002 à Côme en Italie, est un joueur italien de basket-ball évoluant aux postes d'arrière et ailier.

## Biographie
Il est choisi en 36e position de la draft 2022 par les Trail Blazers de Portland pour les Pistons de Détroit.
En juillet 2022, Procida s'engage pour trois saisons avec l'Alba Berlin, champion d'Allemagne en titre.

## Palmarès
- Meilleur espoir de l'Euroligue 2022-2023